# محمد آدم
محمد آدم (بالإنجليزية: Mohamed Adam) هو لاعب كرة قدم أسترالي، ولد في 2000 في أستراليا. لعب مع نادي وسترن سيدني واندررز.

## روابط خارجية
- محمد آدم على موقع رابطة كرة القدم اليابانية للمحترفين (اليابانية)
- محمد آدم على موقع قاعدة بيانات كرة القدم.إي يو (الإنجليزية)
- محمد آدم على موقع ناشيونال فوتبول تيمز (الإنجليزية)
- محمد آدم على موقع Soccerway.com (الإنجليزية)
- محمد آدم على موقع عالم كرة القدم.نت (الإنجليزية)